# Jean-Éric Vergne
Jean-Éric Vergne (født d. 25. april 1990), ofte kendt som bare JEV, er en fransk racerkører, som kører for Formel E-holdet DS Techeetah.

## Karriere

### Tidlige karriere

#### Gokarts
Vergne begynde sin karriere i gokarts da han var bare 4 år gammel.

#### Formel Renault 1.6 og 2.0
Vergne gjorde sin debut i formelbil i 2007, da han deltog i det franske Formula Renault Campus. Vergne imponerede fra starten og vandt mesterskabet med 10 podiumplaceringer i 13 ræs. Han rykkede herefter op i Eurocup Formel Renault 2.0 hvor han kørte de næste par sæsoner.

#### Formel 3
Vergne rykkede op i det britiske Formel 3 mesterskab ved 2010 sæsonen. Vergne var suveræn i sin debutsæson, hvor han kørte for det dominante Carlin hold. Han vandt mesterskabet i sin debutsæson med 99 point ned til andenpladsen.

#### Formel Renault 3.5
Vergne fik sin debut i Formel Renault 3.5 serien i løbet af 2010 sæsonen, hvor han erstattede Brendon Hartley. Han fik i 2011 en fuldtids plads i serien. Han sluttede i sæsonen på andenpladsen efter en intens mesterskabskamp imod Robert Wickens.

### Formel 1

#### Red Bull testkører
Vergne blev medlem af Red Bull Junior Team i 2007, og fra 2010 til 2012 testede han flere gange for både Red Bull og Toro Rosso holdene.

#### Toro Rosso
Vergne fik sin chance i Formel 1 i 2012, hvor han blev en af Toro Rossos to kørere til sæsonen. Vergne havde en sæson med både op- og nedture, hvilke endte med 16 point og en syttendeplads i mesterskabet, hvilke var bedre en hans holdkammerat Daniel Ricciardo.
2013 var dog ikke fantastisk for Vergne, som denne gang blev rimelig grundigt overgået af Ricciardo, som scorede 20 point til Vergnes 13.
Vergne fortsatte med Toro Rosso i 2014, og havde sin bedste sæson i Formel 1, med 22 point, markant bedre end hans nye holdkammerat Daniil Kvjat som kun scorede 8. Trods dette blev han ikke givet en sæson mere for holdet, og han blev erstattet af Carlos Sainz Jr.

#### Ferrari testkører
Vergne var mellem 2015 og 2016 test- og simulatorkører for Ferrari. Han forlod Ferrari i 2017.

### Formel E

#### Andretti Autosport
Efter at have mistet sin plads i Formel 1, skiftede Vergne til den nye Formel E serie for 2014-15 sæsonen, hvor han kørte for Andretti Autosport. Han sluttede sin debutsæson på syvendepladsen i mesterskabet.

#### DS Virgin Racing
Vergne skiftede ved 2015-16 sæsonen til DS Virgin Racing. Han sluttede sæsonen på niendepladsen.

#### Techteetah
Vergne skiftede ved 2016-17 til Techteetah, og var i sin første sæson med i mesterskabskampen, men måtte se sig slåes af Lucas di Grassi.
I 2017-18 sæsonen lykkedes det dog Vergne at nå til toppen, da han vandt Formel E mesterskabet. Som forsvarende mester lykkedes det ham i 2018-19 at forsvare sin titel, da han vandt for andet år i streg, og han blev dermed den første kører nogensinde til at vinde Formel E flere gange.
Vergne har siden fortsat kørt med Techteetah, men har ikke kunne vinde mesterskabet siden.